# Hanni Wenzel
Hanni Wenzel (n. 14 decembrie 1956, Straubing, Regatul Bavariei, Germania) este o schioară alpină ce a reprezentat Liechtenstein, medaliată olimpică. A participat la 2 ediții ale Jocurilor Olimpice (1976, 1980) în care a câștigat două medalii de aur, o medalie de argint și o medalie de bronz.